# Topolianó Farángi
Topolianó Farángi är en ravin i Grekland.   Den ligger i regionen Kreta, i den södra delen av landet, 280 km söder om huvudstaden Aten. Topolianó Farángi ligger 203 meter över havet.
Terrängen runt Topolianó Farángi är huvudsakligen kuperad. Topolianó Farángi ligger nere i en dal. Runt Topolianó Farángi är det glesbefolkat, med 18 invånare per kvadratkilometer. Närmaste större samhälle är Kastelli, 8,9 km norr om Topolianó Farángi. 